# Бат’лет

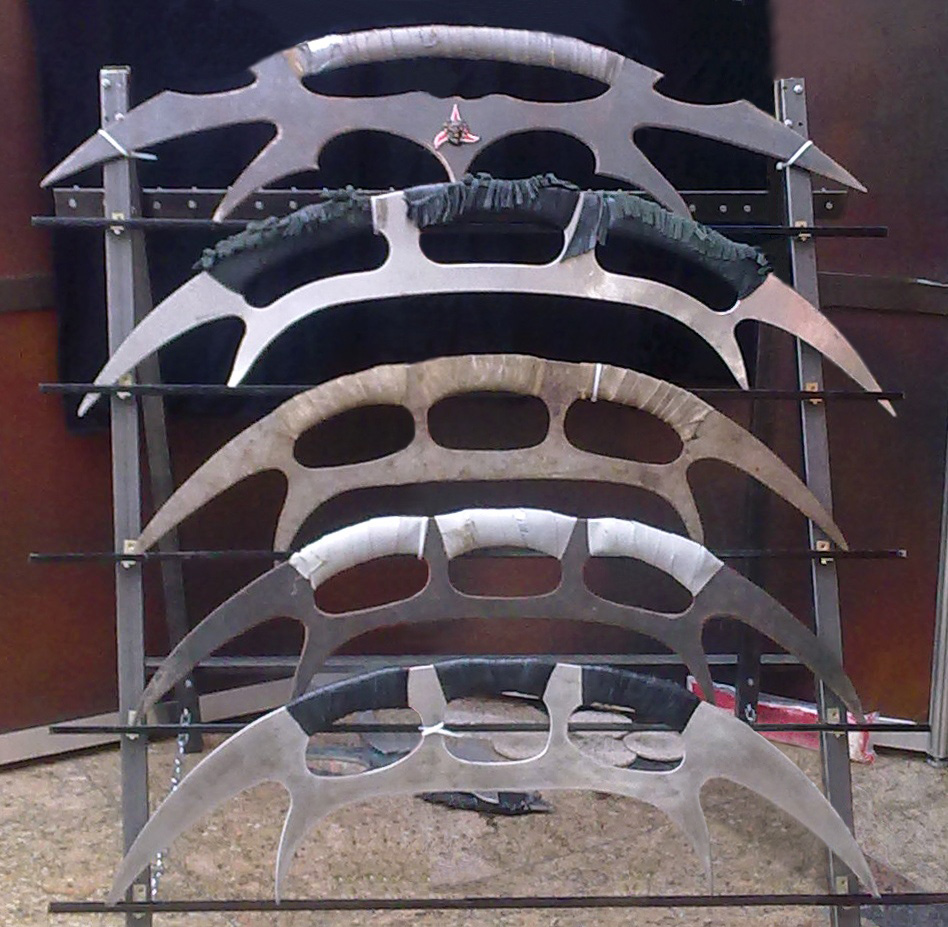
Разновидности клингонских мечей в материальном виде

Бат’лет (клинг. betleH, [ˈbɛtʰlɛx]; грубое произношение: [ˈbɛtʰlɛx]; множественное число betleHmey, [ˈbɛtʰlɛxmɛj])) — изогнутый двусторонний гибридный меч-ятаган/меч-крюк/луцзяодао церемониальный меч с четырьмя, реже пятью остриями и несколькими рукоятками, являющийся холодным оружием вымышленной расы клингонов во вселенной «Звёздный путь». Разработан и создан продюсером визуальных эффектов сериала «Звёздный путь: Следующее поколение»  Дэном Карри для франшизы «Звёздный путь», где он является характерным оружием ближнего боя клингонов. Карри назвал бат'лет «одним из знаковых образов, связанных с сериалом». Он породил меньшее оружие, которое стало известно как мек'лет; на клингонском это пишется meqleH. Бэт'леты стали непреходящим символом франшизы среди фанатов, и они иногда упоминаются в других СМИ.

## История
Был разработан директором по визуальным эффектам сериала «Звёздный путь: Следующее поколение» Дэном Карри, который назвал его «одним из самых узнаваемых предметов, связанных с сериалом».

## Описание
Бат'лет представляет собой изогнутое лезвие длиной примерно 5 футов (1,5 м) с двумя выступами с шипами на каждом конце и тремя поручнями вдоль спины, которые можно использовать для быстрого вращения и вращения лезвия.
Дэн Карри создал бат'лет в 1990 году для Ворфа, персонажа, которого сыграл Майкл Дорн в сериале «Звёздный путь: Следующее поколение», после получения одобрения продюсера Рика Бермана. Карри основал дизайн бат'лета на примере китайского боевого полумесяца. Мастер боевых искусств, помимо своей обычной работы в качестве продюсера визуальных эффектов, Карри также разработал боевой стиль с ритуальными танцевальными движениями, похожими на тайцзи-цюань для использования оружия. В 1995 году Карри разработал уменьшенную версию бат'лета, мек'лет, чей дизайн он основал на конструкции северного тибетского кавалерийского меча , чтобы Дорн использовал его, когда появляется в сериале «Звёздный путь: Глубокий космос 9». Мек'леты предназначены для использования одной рукой и имеют форму ятагана; они примерно вдвое короче полноразмерного.

## Упоминание в «Звёздном пути»
В преданиях «Звёздного пути» клингон Кахлесс создал бат'лет примерно в 625 году нашей эры. Согласно клингонской мифологии, он сформировал клинок, бросив прядь своих волос в лаву из вулкана Кристак, затем охладив, придав форму и при закалке в озере Люрсор. Затем он объединил Кронос, родной мир клингонов, убив тирана по имени Молор с помощью оружия, которое стало известно как Меч Кахлесса. Позже меч был украден расой под названием Хур'к во время их вторжения на Кронос. В эпизоде «Меч Кахлесса» в сериале «Звёздный путь: Глубокий космос девять» Ворф и другой клингон по имени Кор заново открывают артефакт, но в конечном итоге он переносится в космос, чтобы они не могли использовать его для нападения друг на друга. Меч Кахлесса отличается от обычных бат'летов тем, что имеет пять точек и одну зацепку по сравнению с четырьмя точками и тремя зацепами.
На клингонском языке слово bat'leth изначально называлось batlh'etlh, а затем было сокращено до betleH. Само слово бат'лет означает «меч чести». Бат'леты сделаны из армированного металла, называемого бааконитом, обычно имеют длину 116 сантиметров (3,81 фута) и вес 5,3 кг (12 фунтов).
Бат'лет появился в 29 телевизионных эпизодах франшизы «Звёздный путь» в сериалах «Звёздный путь: Следующее поколение», «Звёздный путь: Вояджер», «Звёздный путь: Глубокий космос 9» и «Звёздный путь: Энтерпрайз», а позже появляется в нескольких эпизодах сериала «Звёздный путь: Дискавери». Бат'лет также использовался в фильме 1994 года «Звёздный путь: Поколения». Мек'лет появился в телесериале «Глубокий космос 9» и в фильме 1996 года «Звёздный путь: Первый контакт». Меч Кахлесса появился в видеоигре 2000 года «Star Trek: Armada», а обычные бат'леты появились в видеоигре 1996 года «Star Trek: Klingon». Некоторые из приёмов бат'лета были в дебютном эпизоде «Воссоединение», где Ворф учит своего сына Александра, как его использовать. Ворф использовал бат'лет, чтобы убить Дураса — клингона, убившего напарника Ворфа К'Элейра. Заметное использование этого оружия произошло в эпизоде «Вояджера» «Баржа мертвецов», в котором Тувок использует бат'лет, чтобы рассказать Б'Эланне Торрес о ее клингонском наследии, и в сериале «Глубокий космос 9» в эпизоде «Ветер» — в котором Ворф убивает лидера Высшего совета клингонов, Гоурона, в боевой дуэли, чтобы передать клингонский пост канцлера генералу .

## Культурное наследие

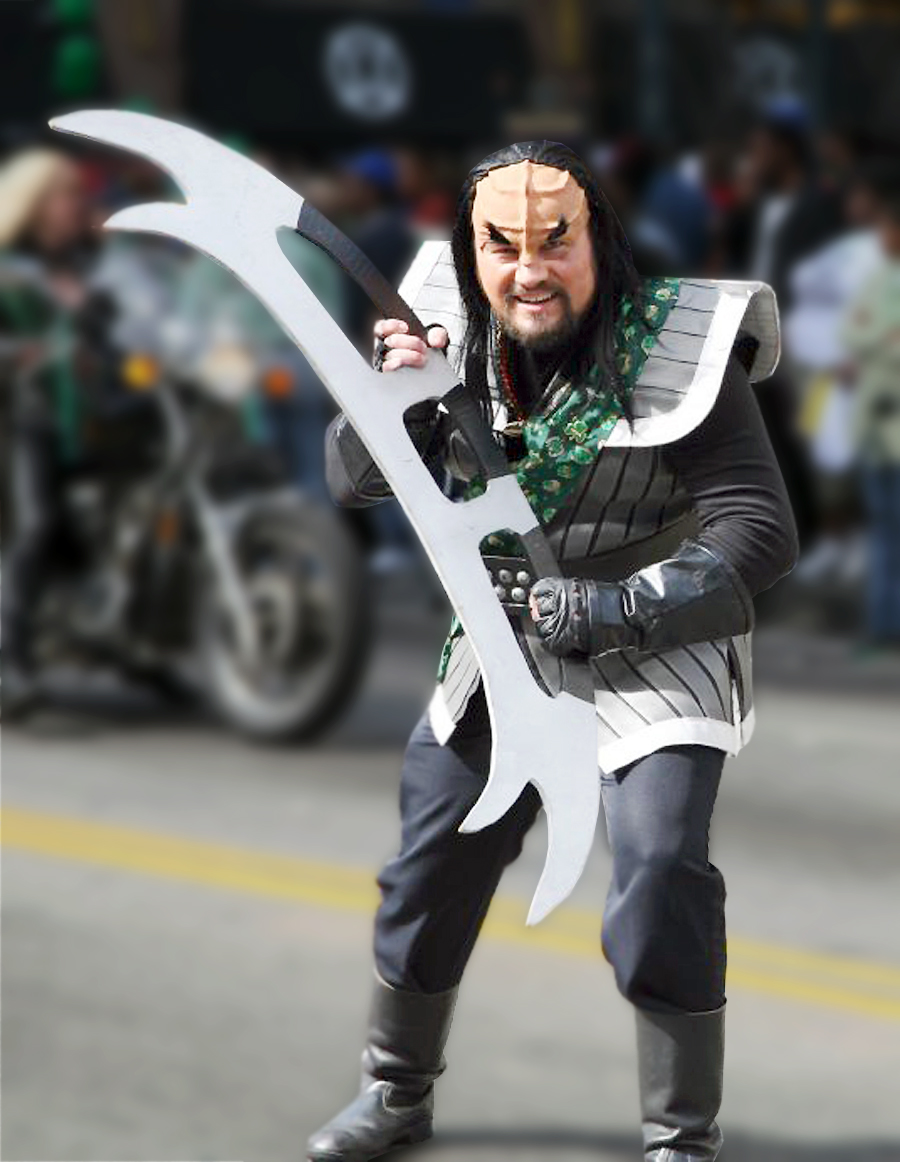
Косплеер в костюме клингона с bat'leth

Ввиду огромной популярности стали доступны материальные копии меча, которые приобретаются коллекционерами и в качестве деталей для костюмов. Кроме того, бат’леты несколько раз использовались в качестве орудия преступления, что привело к дискуссиям относительно того, можно ли считать их хранение законным.
Бат'лет считается культовым изображением вселенной «Звёздного пути». Реплики широко распространены, некоторыми считаются предметами коллекционирования и частью клингонского костюма. Их продают в ряде торговых точек, в том числе у продавцов реплик, торговцев оружием и ломбардов. Рональд Д. Мур, работавший над «Звёздным путем» и «Звёздный крейсер „Галактика“», демонстрирует один из них в своем кабинете. Однако из-за опасностей, которые могут представлять настоящие бойцы, ни у Curry, ни у Paramount Pictures нет официально лицензированных копий этого оружия.
Рост популярности бат'лета привел к формированию команд боевых искусств, стремящихся разработать боевое искусство, отличное от того, которое первоначально разработал Карри. Такие команды включают приемы из джиу-джитсу, кэндо, киндзюцу и нунчаку. Соревнования с применением Bat'leth проводились на таких конвенциях, как MileHiCon и StarCon.
Бат'лет появлялся в телевизионных программах за пределами франшизы «Звёздный путь». В 2002 году он был замечен в эпизоде «Другие парни» сериала «Звёздные врата: SG-1». В 2005 году битва была на заднем плане американского детективного сериала «Детектив Монк», в эпизоде «Мистер Монах против Кобры». В 2010 году оружие было замечено в эпизоде «Чак против бороды» американского комедийного боевика «Чак». В 2011 году бат'лет был использован в американской комедии положений «Теория большого взрыва», в эпизоде «Вторжение Зарнецкого». Бат'лет также появляется в телефильме «Мошенничество» (2013).

## Законность применения в различных странах
Реплики бат'лета часто сделаны из металла и могут быть опасны. В сообщениях СМИ, документирующих случаи использования реплик бат'летов в преступлениях. Это оружие упоминается как «клингонский двуконечный меч в форме полумесяца», «меч клингонского типа», «клингонский меч из Звёздного пути» или как "двусторонний скимитар".

### Великобритания
В Соединенном Королевстве разрешено иметь бат'лет в частной собственности; однако они могут быть конфискованы, если будут сочтены «потенциальными доказательствами преступного образа жизни». Они классифицируются как оружие, что делает незаконным ношение оружия в общественном месте. В 2009 году мужчина из Биллингема, графство Дарем, был арестован за хранение на общественной улице того, что в судебных документах позже было названо «многолезвийным мечом». Его защита назвала этот предмет «боевым мечом из Звёздного пути», хотя это не была официальная копия, и судья сказал: «Я никогда раньше не видел ничего подобного в своей жизни». Королевским судом Тиссайда позже он был приговорен к тринадцати неделям тюремного заключения. Суд постановил, что бат'лет должен быть конфискован и уничтожен. Изготовленный на заказ бат'лет был изъят в 2009 году в Аккрингтоне, Ланкашир A custom-made bat'leth was seized in 2009 in Accrington, Lancashire..

### США
Законность битвы в Соединенных Штатах различается в зависимости от штата. В 2009 году в Колорадо-Спрингс, штат Колорадо, при двух вооруженных ограблениях был использован небольшой нож с двойным лезвием в форме батлета. Полицейское управление Колорадо-Спрингс заявило, что это смертоносное оружие. В Нью-Джерси баттлы считаются оружием и подлежат конфискации. Федеральное бюро расследований обнаружило и конфисковало боевое оружие как часть тайника с оружием в связи с расследованием мошенничества с программой «Медикэр» на сумму 4 миллиона долларов в 2010 году.